# UFO Dossier X
UFO Dossier X - Incognite, alieni, enigmi dell'universo Opera multimediale (fascicoli e videocassette) diretta da Roberto Pinotti e pubblicata da Fratelli Fabbri Editore per la prima volta nel 1997. L'opera nasce dalla collaborazione con il Centro Ufologico Nazionale ed esplora il fenomeno UFO.
La collana si compone di 70 fascicoli quattordicinali da rilegarsi in volumi divisi in 5 sezioni:
- I - presentazione di presunti autentici documenti di istituzioni governative
- II - consigli ed attività da praticare per chi vuole interessarsi al fenomeno UFO
- III - esposizione di documenti storici interpretati in chiave ufologica
- IV - dizionario dei fenomeni UFO
- V - ritagli di giornali di articoli ad argomento ufologico

e di 35 VHS di circa 30 minuti ciascuna.
| N° | Titolo VHS                      | Argomento Trattato |
| -- | ------------------------------- | --- |
| 1  | A distanza ravvicinata          | Introduzione all'opera. Testimonianze, interviste, foto e video sul fenomeno UFO                                                  |
| 2  | Area 51: Il mistero             | Informazioni sulla base aerea segreta americana. Utilizzo delle installazioni ed ipotesi sul suo coinvolgimento nel fenomeno UFO. |
| 3  | Area 51: Tecnologia aliena      | Indagini sulle tecnologie sperimentate nella base aerea segreta                                                                   |
| 4  | Area 51: Una rete occulta       | Inchiesta sul cover up effettuato dalle autorità sulle attività della base aerea americana                                        |
| 5  | Autopsie di alieni? - Vol. 1    | Documenti e filmati di una presunta autopsia effettuata sul corpo di un alieno, parte 1°                                          |
| 6  | Autopsie di alieni? - Vol. 2    | Documenti e filmati di una presunta autopsia effettuata sul corpo di un alieno, parte 2°                                          |
| 7  | Aviazione Extraterrestre        | Testimonianze di incontri fra aerei civili e/o militari con oggetti volanti non identificati                                      |
| 8  | Contatti nel passato            | Antichi documenti delle civiltà del passato parlano di contatti con esseri misteriosi o di fatti inspiegabili                     |
| 9  | Contatto in Messico             | Casi di avvistamenti di UFO in Messico, testiomonianze e filmati vari durante il corso degli anni                                 |
| 10 | Evoluzione cosmica              | Ipotesi e teorie su come l'universo e gli esseri viventi si evolvono                                                              |
| 11 | I cerchi misteriosi             | Incredibili disegni creati nei campi di grano da forze misteriose                                                                 |
| 12 | I segreti della NASA            | Gli avvistamenti che gli astronauti americani non possono divulgare                                                               |
| 13 | Il caso Adamski                 | Incontri ravvicinati del terzo tipo del più famoso contattista moderno                                                            |
| 14 | Il casa Guardian                | I filmati di questo importante avvistamento del 1991 avvenuto in Canada                                                           |
| 15 | Il caso Meier - Vol. 1          | Le esperienze del contattista Edward Billy Maier - parte 1                                                                        |
| 16 | Il caso Meier - Vol. 2          | Le esperienze del contattista Edward Billy Maier - parte 2                                                                        |
| 17 | Incidenti UFO                   | Da Roswell a Kalahari, oltre 70 Ufo Crashes in documenti e ricostruzioni                                                          |
| 18 | Incontri del quarto tipo        | Rapimenti di esseri umani da parte di esseri alieni                                                                               |
| 19 | La congiura del silenzio        | Le autorità nascondono la verità sul fenomeno Ufo                                                                                 |
| 20 | La nuova scienza                | Esperimenti e tecnologie poco conosciute                                                                                          |
| 21 | L'Incidente di Roswell - Vol. 1 | Il 2 luglio 1947 precipita un Ufo in Messico - Parte 1                                                                            |
| 22 | L'Incidente di Roswell - Vol. 2 | Il 2 luglio 1947 precipita un Ufo in Messico - Parte 2                                                                            |
| 23 | L'Incidente di Roswell - Vol. 3 | Il 2 luglio 1947 precipita un Ufo in Messico - Parte 3                                                                            |
| 24 | Messaggeri dall'infinito        | Howard Menger e altri si fanno portavoce di messaggi alieni                                                                       |
| 25 | Messaggi dall'ignoto            | Una ipotesi sui cerchi nel grano come messaggi di esseri alieni                                                                   |
| 26 | Mutilazioni animali             | Analisi di diversi ritrovamenti di animali uccisi e mutilati                                                                      |
| 27 | Oltre il Cover Up               | Le inchieste e le commissioni per lo studio dei fenomeni Ufo                                                                      |
| 28 | Ondata in Belgio                | Il caso Ufo più importante accaduto in Belgio                                                                                     |
| 29 | Philip Corso e il futuro        | Ulteriori indagino sul caso Roswell                                                                                               |
| 30 | Rapimenti: un problema globale  | Interviste a presunti rapiti da esseri alieni                                                                                     |
| 31 | Realtà aliena                   | Un riepilogo sui vari aspetti del fenomeno Ufo                                                                                    |
| 32 | Sono fra noi                    | Altri avvistamenti e altre ipotesi sul fenomeno Ufo                                                                               |
| 33 | Strategia del silenzio          | Una indagine su come le autorità occultino i documenti sugli Ufo                                                                  |
| 34 | Universo iperdimensionale       | Una ipotesi sull'universo per spiegare gli avvistamenti Ufo                                                                       |
| 35 | Visitatori indesiderati         | Gli avvistamenti e le testimonianze accumulate da Ed Walters                                                                      |